# Archanara brunnescens
Archanara brunnescens là một loài bướm đêm trong họ Noctuidae.